# Nikolaus Schapfl
Nikolaus Schapfl est un compositeur allemand né le 21 août 1963 à Munich.

## Biographie
Nikolaus Schapfl a débuté l'apprentissage de l'accordéon dès sept ans et celui du piano à 14 ans, âge auquel il réalise ses premières compositions. À 18 ans, il donne son premier concert de piano en soliste au théâtre de la ville de Fürth et travaille comme pianiste d'accompagnement de films muets. Il entame en 1983 des études d'ingénieur à Munich et les termine avec succès en 1988. Puis il exerce cette profession pendant trois ans et demi. Parallèlement, en 1985, il prend des cours de composition avec Johann-Peter Gampl.
De 1989 à 1992, il prend des cours de théorie musicale, de mélodie et de composition avec Dieter Buwen au conservatoire de Nuremberg. En 1992, il étudie la composition au Mozarteum de Salzbourg avec Wolfgang Sauseng et Christian Ofenbauer, à l'université de musique et d'arts figuratifs de Vienne avec Diether de la Motte, l'harmonie et le contrepoint avec Franz Zaunschirm, l'histoire de la musique avec Siegfried Mauser. 

## Œuvres

### Travaux théoriques
- 1995: Sur Octandre d'Edgard Varèse
- 1996: Faded Photos – Sur le cycle pour piano du compositeur américain Daniel Brewbaker
- 1996: Le langage sonore d'Alexandre Scriabine, mémoire diplômant

### Compositions
- Le petit prince, opéra en deux actes d'après Antoine de Saint-Exupéry pour grand orchestre, chœur et solistes
- Chansons sans paroles 1-7, pour violon et piano (création en 1999 au Musée de Freising)
- Les trois frères pour chœur mixte, d'après un conte russe
- Sonate pour piano (création en 1993, petite salle du Gasteig)
- Cry-X, musique électronique, création Alte Schmiede, Vienne, 1997
- Arlecchino, musique pour danse en quatre scènes (création en 1994 à Santander UIMP)
- Suite pour orchestre d'après l'opéra Le petit prince (création en mai 1997, Shanghai)
- Quatuor à cordes no 2, création en 2002 par le Quatuor Gaudeamus

## Source
- (de) Cet article est partiellement ou en totalité issu de l’article de Wikipédia en allemand intitulé « Nikolaus Schapfl » (voir la liste des auteurs).